# Philippe Crouzet
Philippe Crouzet (Neuilly-sur-Seine, Francia, 18 de octubre de 1956) es un empresario francés, Presidente del Consejo de Administración de Vallourec desde 2009. 

## Educación
Philippe Crouzet se licenció en derecho público y es diplomado en administración general. Crouzet se graduó con honores del Instituto de Estudios Políticos de París y de la Escuela Nacional de Administración (École Nationale d’Administration).

## Carrera

### Maître des Requêtes
Philippe Crouzet empezó su carrera profesional como Letrado Mayor (Maître des Requêtes) del Consejo de Estado de Francia (Conseil d’Etat), la más alta jurisdicción administrativa francesa. 
 

### Saint-Gobain
En 1986, se unió al grupo Saint-Gobain como Director de Planificación y, tres años después, se volvió Director Ejecutivo de las papeleras Condat (1989). En 1992, fue nombrado el director Ejecutivo del grupo en España y Portugal, y Consejo Delegado de Cristalería Española. Se convirtió en Director de la división mundial de Plásticos y Cerámicas industriales en 1996.
En 2000, fue designado Director Ejecutivo Adjunto de Saint-Gobain, en cargo de Finanzas, Sistemas de Información y Compras. En 2005, fue nombrado Director Ejecutivo Adjunto, encargado del sector de Distribución de Materiales de Construcción, el mayor sector del grupo.

### Vallourec
En 2008, Philippe Crouzet se unió a Vallourec, una empresa francesa fabricante de tubos de acero de alta precisión, con €500 000 millones de cifra de negocios y más de 23.000 empleados en el mundo. Durante su primer año, fue parte del consejo de vigilancia de Vallourec. En 2009, fue nombrado Presidente del Directorio de la empresa, el puesto ejecutivo mayor de la empresa. En 2012 fue reelegido para encabezar la empresa por un segundo plazo de 4 años.

## Obras de Caridad
Philippe Crouzet es fundador y presidente de ARES, una organización dedicada a la inserción de personas discapacitadas en el mundo profesional.

## Honores
Philippe Crouzet es caballero de la orden de la Legión de Honor francesa. 
En 2012, Philippe Crouzet fue premiado con la "Grande Medalha da Inconfidência" del estado brasileño de Minas Gerais. Dicha recompensa, máxima distinción de Minas Gerais, rinde homenaje a las empresas, instituciones y personas públicas que han contribuido al desarrollo del Estado y de Brasil.
Apasionado por las artes, Philippe Crouzet forma parte de los consejos de administración de L’Opéra-comique y de Le Théâtre de la Ville, dos instituciones culturales de las más importantes en París.